# Commissariato del popolo per gli affari interni
Il Commissariato del popolo per gli affari interni, noto anche con l'acronimo NKVD (in russo Народный комиссариат внутренних дел, НКВД?, Narodnyj komissariat vnutrennich del) fu un dicastero attivo nella Russia sovietica dal 1917 al 1930 e poi, riorganizzato a livello centrale, in Unione Sovietica dal 1934 al 1946.

## Storia e struttura
I bolscevichi, conquistato il potere nella Russia sovietica (poi RSFS Russa) con la Rivoluzione d'ottobre del 1917, formarono il Consiglio dei commissari del popolo (Sovnarkom), nella cui composizione venne inserito l'NKVD. Sotto la supervisione di questo venne creata la "Milizia degli operai e dei contadini", in sostituzione della disciolta polizia zarista. Il Sovnarkom costituì inoltre, il 20 dicembre 1917, una polizia politica segreta, la Čeka, guidata da Feliks E. Dzeržinksij.
La Čeka venne riorganizzata nel 1922 come Direttorato politico dello Stato (GPU), facente parte dell'NKVD della RSFSR. Nel 1923, dopo la costituzione dell'Unione Sovietica con la RSFSR quale suo membro più grande, il GPU divenne OGPU, Direttorato Statale Politico Unificato, presso il Consiglio dei commissari del popolo dell'URSS. L'NKVD della RSFRS mantenne il controllo della milizia e diverse altre incombenze fino al dicembre 1930, quando venne soppresso e trasformato in Direttorato principale della milizia e delle indagini criminali presso il Sovnarkom repubblicano russo.
Nel 1934 l'OGPU fu assorbito dall'NKVD dell'URSS, appena creato, diventando Direttorato principale per la sicurezza dello Stato. Come risultato, l'NKVD divenne anche responsabile di tutte le strutture di detenzione, tra cui i campi di lavoro forzati, altrimenti noti come Gulag, come anche della polizia ordinaria.
Dalla sua creazione, nel 1934, l'NKVD dell'URSS subì molti cambiamenti organizzativi. Tra il 1938 e il 1939 solamente, la struttura dell'NKVD cambiò tre volte. Il 3 febbraio 1941 la sezione speciale dell'NKVD responsabile per il controspionaggio militare (KI), divenne parte dell'esercito e della marina (RKKA e RKKF rispettivamente). Il GUGB fu separato dall'NKVD e rinominato Commissariato del popolo per la Sicurezza dello Stato (NKGB). Dopo l'invasione tedesca, l'NKGB confluì nell'NKVD, il 20 luglio 1941. La sezione KI venne reinserita nell'NKVD nel gennaio del 1942. Nell'aprile del 1943, le sezioni del KI vennero nuovamente trasferite ai Commissariati del popolo di difesa e marina, diventando Smerš (da smert špionam, "morte alle spie"); contemporaneamente, l'NKGB fu di nuovo separato dall'NKVD.
Nel 1946, con la soppressione dei Consigli dei commissariati del popolo e la creazione del Consiglio dei ministri dell'URSS e di quelli delle Repubbliche dell'Unione, l'NKVD dell'URSS divenne Ministero degli affari interni (MVD), mentre l'NKGB fu rinominato Ministero per la Sicurezza dello Stato (MGB). Nel 1953 MGB e MVD furono di nuovo fusi sotto la guida di Lavrentij Berija, ma pochi mesi dopo l'arresto e la fucilazione di quest'ultimo i servizi di polizia e di sicurezza vennero definitivamente separati, affidati i primi al Ministero degli affari interni e i secondi al Comitato per la sicurezza dello stato (KGB), cui non venne assegnato il rango di ministero per limitarne il potere, in epoca di disgelo post-staliniano.

## Attività dell'NKVD
La funzione ufficiale dell'NKVD era quella di proteggere la sicurezza dello Stato dell'Unione Sovietica. Questa funzione fu svolta mediante una massiccia opera di repressione, condotta anche mediante la sistematica violazione dei diritti umani fondamentali.

### Repressione ed esecuzioni
A rendere più significativa la spietata dottrina dell'amministrazione della politica interna sovietica nei confronti di coloro che venivano considerati "nemici dello stato" (o "nemici del popolo"), l'NKVD imprigionò milioni di persone nel Gulag, ed eseguì centinaia di migliaia di condanne a morte.
Dal punto di vista formale, la maggioranza di queste persone erano giudicate da troike dell'NKVD (commissioni composte da 3 persone), una sorta di speciali corti marziali. Il livello probatorio era bassissimo; una soffiata da parte di un informatore anonimo era considerata un elemento sufficiente per l'arresto. L'uso di "mezzi fisici di persuasione" (ossia la tortura) venne autorizzato da un decreto speciale dello Stato, che spalancò le porte a numerosi abusi, documentati nelle memorie delle vittime e degli stessi membri dell'NKVD. Centinaia di fosse comuni, risultato di queste operazioni, vennero in seguito ritrovate in tutto il paese.
Esistono prove documentate riguardo a massicce esecuzioni sommarie da parte dell'NKVD, guidate da "piani segreti". Questi piani stabilivano il numero e le proporzioni delle vittime (ufficialmente "nemici del popolo") in una determinata regione (ad esempio la quota di membri del clero, ex nobili, ecc. senza considerazione per la loro identità). Le famiglie di coloro che finivano nel mirino della repressione, compresi i bambini, erano anche loro automaticamente legati allo stesso destino, secondo l'ordine dell'NKVD n.00486.
Le purghe erano organizzate in un certo numero di "ondate", secondo le decisioni del Politburo del Partito Comunista (ad esempio, le campagne contro gli ingegneri, detto caso Shakhty, il partito e gli alti comandi militari, detti complotti fascisti, e gli staff medici, detto il complotto dei medici). Continue e distinte campagne di repressione furono condotte nei confronti delle popolazioni non russe (comprese estoni, lettoni, ucraini, polacchi, tatari, tedeschi e molti altri, che vennero accusate di "nazionalismo borghese", "fascismo" e così via) e attivisti religiosi.
Diverse operazioni di massa dell'NKVD furono dedicate alla repressione di intere categorie etniche. Intere popolazioni di determinate origini etniche furono costrette a trasferirsi. Nonostante ciò, i russi etnici formarono comunque la maggioranza delle vittime dell'NKVD.
Gli agenti dell'NKVD divennero non solo gli esecutori, ma anche uno dei più grandi gruppi di vittime. La maggior parte del personale del commissariato negli anni trenta (centinaia di migliaia), compresi tutti i comandanti, vennero condannati a morte.
Nel corso della guerra civile spagnola, gli agenti dell'NKVD, agendo insieme al Partito Comunista Spagnolo, esercitavano un controllo sostanziale sul governo repubblicano, utilizzando gli aiuti militari sovietici per aumentare ulteriormente l'influenza. L'NKVD fondò numerose prigioni segrete intorno a Madrid, che vennero utilizzate per imprigionare, torturare e uccidere centinaia di nemici dell'NKVD. Nel giugno del 1937, Andrés Nin, segretario del partito antistalinista POUM, fu torturato e ucciso in una prigione dell'NKVD.
La pacificazione della Polonia occupata fu occasione per la collaborazione di NKVD e Gestapo, i cui rappresentanti si incontrarono nel marzo del 1940, per una settimana a Zakopane. L'Unione Sovietica consegnò centinaia di comunisti austriaci e tedeschi alla Gestapo, come stranieri indesiderati, insieme ai loro documenti.
Nel corso della seconda guerra mondiale, le unità dell'NKVD vennero usate per la sicurezza della retroguardia, compresa la lotta alla diserzione. Nei territori liberati l'NKVD e (successivamente) l'NKGB condussero arresti di massa, deportazioni e fucilazioni. Gli obiettivi erano sia coloro che avevano collaborato con i tedeschi sia i movimenti di resistenza non comunisti, come l'Armia Krajowa polacca. L'NKVD fucilò anche migliaia di prigionieri politici polacchi nel 1939-1941.
Lo spionaggio dell'NKVD e l'unità per le operazioni speciali organizzò assassini all'estero di ex cittadini sovietici, che fossero considerati nemici dell'URSS da parte di Stalin. Tra le vittime confermate di questi piani ci furono: Lev Trockij, nemico politico personale di Stalin e suo più duro critico internazionale, Boris Savinkov, rivoluzionario e terrorista russo attirato in Unione Sovietica, processato e ucciso, Evgenij Konovalec, leader dell'Organizzazione degli Ucraini Nazionalisti, e Guy Leland, poeta minore antisovietico francese.
Dopo la morte di Stalin, nel 1953, il nuovo leader sovietico Chruščёv interruppe le purghe dell'NKVD. Dagli anni cinquanta agli anni ottanta, migliaia di vittime vennero "riabilitate" dal punto di vista legale (ossia, scagionate e reintegrate nei loro diritti). Molte delle vittime e dei loro parenti rifiutarono di chiedere la riabilitazione, per la paura o per la mancanza di documentazione. La riabilitazione non era completa: in molti casi la formula era "a causa della mancanza di prove del crimine", un'espressione legale sovietica che significava in realtà "il crimine è avvenuto, ma sfortunatamente non possiamo provarlo". Solo un numero limitato di persone venne riabilitato con la formula "scagionato da tutte le imputazioni".
Pochissimi agenti dell'NKVD vennero ufficialmente accusati per particolari violazioni dei diritti degli individui. Legalmente, gli agenti fucilati negli anni trenta erano stati "purgati" senza un'investigazione legale e una decisione di un tribunale. Negli anni novanta e duemila, un piccolo numero di ex agenti dell'NKVD, residenti nei paesi baltici vennero imputati di crimini contro le popolazioni locali.
Al giorno d'oggi, gli ex agenti sopravvissuti percepiscono una pensione elevata e i privilegi a cui avevano diritto in URSS, successivamente confermati da tutti gli Stati della Comunità degli Stati Indipendenti (CSI). Non sono stati perseguiti in alcun modo, anche se alcuni sono stati identificati dalle loro vittime.

### Attività di spionaggio
Le attività di spionaggio comportarono la realizzazione di un'ampia rete di spionaggio attraverso il Comintern. Ci furono poi le operazioni che fornirono importanti informazioni prima e durante la seconda guerra mondiale, tra cui l'infiltrazione di Richard Sorge, e l'"Orchestra Rossa".
Negli anni quaranta vennero reclutati come agenti importanti ufficiali degli Stati Uniti e della Gran Bretagna, della quale vennero penetrati anche i dipartimenti di spionaggio (MI6) e controspionaggio (MI5).
Queste infiltrazioni ebbero ruoli importanti nei progetti per accumulare informazioni segrete sulla progettazione delle prime armi nucleari da parte di Stati Uniti e Gran Bretagna.
Inoltre vennero bloccati diversi complotti per l'assassinio di Stalin.

### NKVD ed economia sovietica
L'esteso sistema di lavoro coatto del GULAG rese un notevole contributo all'economia sovietica e allo sviluppo di aree remote. La colonizzazione della Siberia, del Nord e dell'Estremo Oriente furono tra gli obiettivi espliciti stabiliti dalle primissime leggi riguardanti i campi di lavoro sovietici. Le miniere, i lavori di costruzione (strade, ferrovie, canali, dighe e fabbriche), il legname e altre funzioni svolte dai campi di lavoro furono parte dell'economia pianificata sovietica, e l'NKVD aveva dei propri piani di produzione.
La parte meno usuale dei risultati ottenuti dall'NKVD fu il ruolo nello sviluppo della scienza e del settore militare sovietico. Molti scienziati e ingegneri arrestati per crimini politici furono inviati in prigioni speciali, più confortevoli del Gulag, comunemente note come šaraška, dove continuavano il loro lavoro. Quando vennero successivamente rilasciati, molti di loro divennero nomi noti in tutto il mondo nella scienza e nella tecnologia. Tra i prigionieri delle šaraška ci furono Sergej P. Korolëv, capo progettista del programma missilistico sovietico e della prima missione umana nello spazio nel 1961, e Andrej N. Tupolev, il famoso progettista aeronautico.
Dopo la seconda guerra mondiale, l'NKVD coordinò il lavoro sull'arsenale atomico sovietico, sotto la direzione del generale Pavel A. Sudoplatov. Gli scienziati non erano prigionieri, ma il progetto era diretto dall'NKVD per la sua grande importanza e per i necessari requisiti di sicurezza e segretezza. Inoltre, il progetto utilizzava informazioni ottenute dall'NKVD negli Stati Uniti.

## Gradi del Commissariato del popolo per gli affari interni
- Commissario generale della sicurezza di stato (dopo il 1935)
- Commissario della sicurezza di stato di Prima classe
- Commissario della sicurezza di stato di Seconda classe
- Commissario della sicurezza di stato di Terza classe
- Commissario della sicurezza di stato (Maggiore anziano della sicurezza di stato prima del 1943)
- Colonnello della sicurezza di stato
- Tenente colonnello della sicurezza di stato
- Maggiore della sicurezza di stato
- Capitano della sicurezza di stato
- Tenente anziano della sicurezza di stato
- Tenente della sicurezza di stato
- Tenente inferiore della sicurezza di stato
- Sergente maggiore del servizio speciale
- Sergente anziano del servizio speciale
- Sergente del servizio speciale
- Sergente inferiore del servizio speciale

## Commissari

### NKVD della RSFSR
- Aleksej Ivanovič Rykov (8 - 17 novembre 1917)
- Grigorij Ivanovič Petrovskij (17 novembre 1917 - marzo 1919)
- Feliks Ėdmundovič Dzeržinskij (marzo 1919 - agosto 1923)
- Aleksandr Georgievič Veloborodov (agosto 1923 - gennaio 1928)
- Vladimir Nikolaevič Tolmačev (gennaio 1928 - febbraio 1931)

### NKVD dell'URSS
- Genrich Grigor'evič Jagoda (10 luglio 1934 - settembre 1936)
- Nikolaj Ivanovič Ežov (settembre 1936 - dicembre 1938)
- Lavrentij Pavlovič Berija (dicembre 1938 - dicembre 1945)
- Sergej Nikiforovič Kruglov (dicembre 1945 - marzo 1946)